# Lago di Farchten
Il lago di Farchten (in tedesco Farchtensee) si trova nelle Alpi della Gail, in prossimità dell'estremità meridionale del Weißensee (lago) in Carinzia, Austria. Il laghetto - per la maggior parte non edificato - è situato in una zona di tutela paesaggistica di 190 ha (LGBl. Nr. 85/1970). Il suo bacino idrico è di circa 8,64 km².

## Descrizione
Le specie ittiche documentate sono:
- Luccio (Esox lucius),
- Cavedano (Squalius cephalus),
- Carpa (Cyprinus carpio),
- Gardon (Rutilus rutilus),
- Scardola (Scardinius erythrophthalmus),
- Tinca (Tinca tinca) e
- Pesce persico (Perca fluviatilis).

Il lago ospita la più numerosa popolazione di gamberi d'acqua dolce (Astacus astacus) della Carinzia.